# Xestia schaeferi
Xestia schaeferi là một loài bướm đêm trong họ Noctuidae.